# Jablonskia congesta
Jablonskia congesta là một loài thực vật có hoa trong họ Diệp hạ châu. Loài này được (Benth. ex Müll.Arg.) G.L.Webster mô tả khoa học đầu tiên năm 1984.